# Albazzano
Albazzano è una frazione del comune di Tizzano Val Parma, in provincia di Parma.
La località dista 2,89 km dal capoluogo.

## Geografia fisica
Albazzano sorge alla quota di 587 m s.l.m., su un'altura che si protende sul versante sinistro della Val Parmossa, a quota inferiore rispetto alla vicina pieve di Tizzano.

## Origini del nome
Il toponimo della frazione, forse identificabile nell'Albarano citata in un documento del 989, da cui il medievale Albazano o Albaçano, ha origine incerta. Secondo alcuni studiosi, deriverebbe dal prediale latino Albicius o Albatius, mentre secondo altri discenderebbe da Alba lux, in considerazione della posizione della località esposta ai raggi del sole al primo mattino.

## Storia
Il territorio risultava abitato già durante l'età del bronzo, come testimoniato dal rinvenimento di alcuni frammenti di ceramiche nei pressi dell'abitato.
In epoca romana, tra l'età repubblicana e quella imperiale sorse in zona un piccolo insediamento, come dimostrato dal ritrovamento di vari piccoli reperti.
Il borgo di Albazzano, probabilmente collocato in origine nei pressi della località Vignacce, fu fondato in epoca altomedievale; la più antica testimonianza della sua esistenza risale forse al 989, quando il re d'Italia Ottone III di Sassonia confermò al vescovo di Parma Sigefredo II i diritti sulla città e su numerosi castelli e borghi del Parmense, tra cui la villam de Albarano.
A servizio del centro abitato fu edificata in seguito una cappella, citata per la prima volta nel 1230.
In occasione della ricorrenza di san Genesio, iniziò successivamente a svolgersi nel paese una fiera del bestiame, attestata già nel 1309 e frequentata da numerose persone, provenienti anche dagli Stati limitrofi.
Nel 1438 il duca di Milano Filippo Maria Visconti riconobbe una serie di esenzioni ai borghi Albazzano, Isola e Anzolla, appartenenti a Jacopo Terzi, figlio di Ottobuono, in riconoscimento della sua lealtà; tuttavia, dopo la confisca di quelle terre, nel 1450 il nuovo duca Francesco Sforza ordinò agli abitanti di Albazzano, Isola, Anzolla e Pietta di assoggettarsi alla città di Parma.
Nel 1500 un'ampia frana colpì il centro abitato, provocando il crollo di numerosi edifici, tra cui la cappella medievale; in seguito il borgo fu ricostruito in posizione più elevata.
Alla fine del XVIII secolo la zona fu assegnata in feudo al marchese Troilo Venturi, che ne mantenne i diritti fino alla loro abolizione sancita dai decreti napoleonici nel 1806.

## Monumenti e luoghi d'interesse

### Chiesa di San Genesio

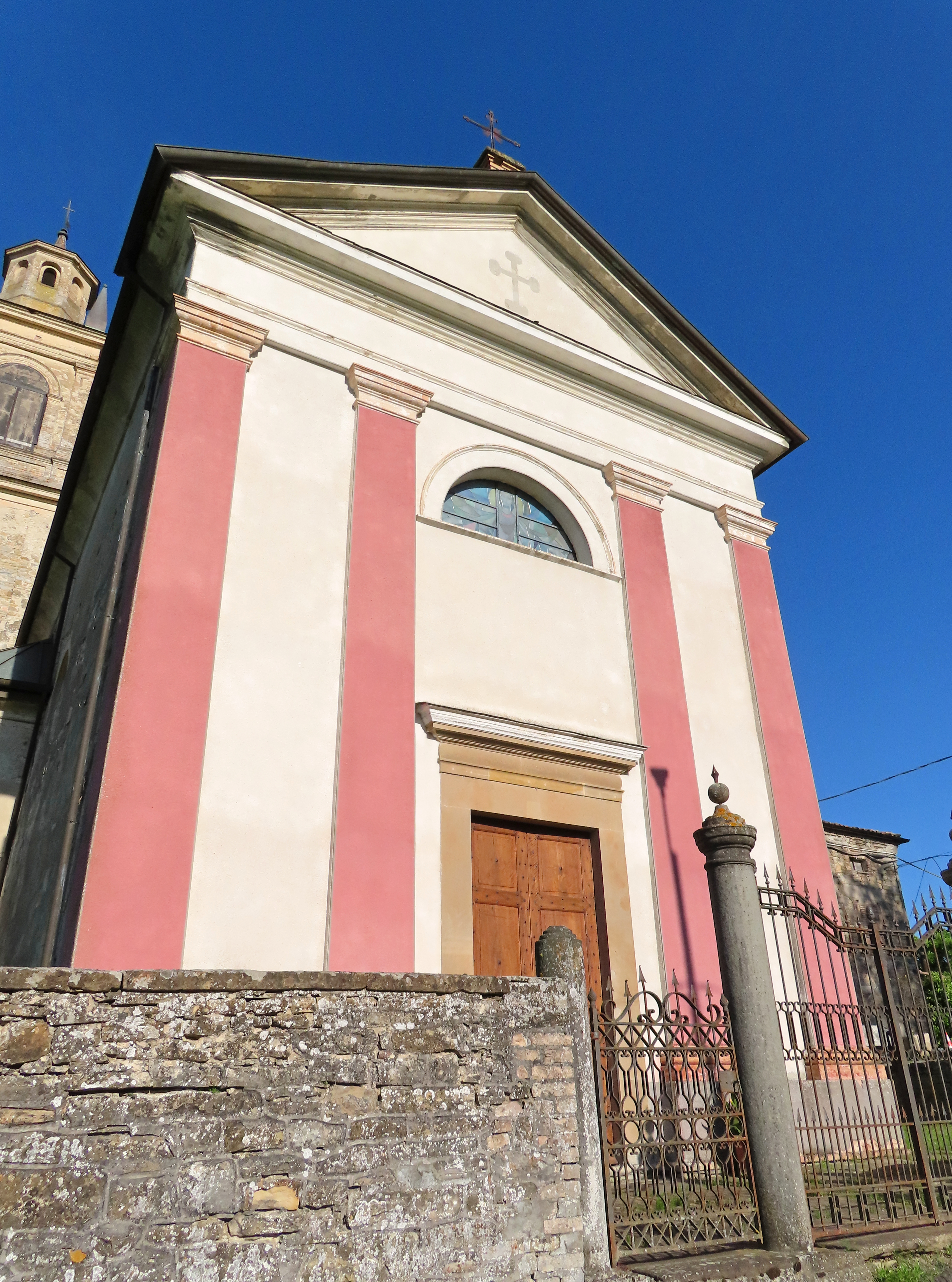
Chiesa di San Genesio

Menzionata per la prima volta nel 1230, la cappella originaria fu distrutta da una frana nel 1500 insieme al borgo di Albazzano; ricostruita in seguito più a monte, la chiesa fu elevata a sede parrocchiale autonoma nel 1564; ampliata intorno alla metà del XVII secolo, verso la fine del XVIII fu affiancata dal campanile e dotata della nuova facciata neoclassica; modificata internamente e decorata nella seconda metà del XIX secolo, fu interamente restaurata nel 1950. L'edificio, sviluppato su una pianta a navata unica con due cappelle laterali, presenta una facciata a capanna, tripartita da quattro lesene e dominata dal frontone triangolare di coronamento; all'interno l'aula, ornata con stucchi in stile Impero, è decorata su una parete con un affresco raffigurante la Pietà, eseguito da Walter Madoi nel 1970; il presbiterio absidato e le cappelle accolgono alcune opere di pregio.

### Corte Manici
Costruita entro il XVIII secolo, la corte si sviluppa su una pianta a U; gli edifici in pietra, comprendenti il corpo padronale e alcuni fabbricati rustici, conservano inalterati alcuni elementi settecenteschi, tra cui un portale ad arco a tutto sesto, delimitato da una cornice in arenaria, e un'arcata d'ingresso ornata in chiave di volta con una formella del 1790, raffigurante la Madonna col Bambino.

## Società

### Tradizioni e folclore

#### Fiera di San Genesio
Attestata già nel 1309, l'importante fiera annuale del 24 e 25 agosto, intitolata a san Genesio e dedicata al bestiame, fu regolamentata alla fine del XV secolo dal conte di Tizzano Gianfrancesco I Pallavicino; benché proibita dagli atti del sinodo presieduto dal vescovo Alessandro Sforza di Santa Fiora nel 1564, continuò comunque a svolgersi, attirando persone anche degli Stati vicini; trasferita agli inizi del XX secolo dalla località Madone alla località Chiastrella, fu successivamente riportata nel luogo originario; dopo alcuni anni di interruzione, fu ripristinata a partire dal 1989, accompagnata da spettacoli musicali, giochi e degustazione di prodotti locali.